# 東岩田
東岩田（ひがしいわた）は、愛知県豊橋市の地名。

## 地理
豊橋市中央部に位置する。東・北は岩田町、西は平川本町3丁目・中岩田、南は飯村町に接する。

## 歴史

### 人口の変遷
国勢調査による人口および世帯数の推移。
| 1995年（平成7年）  | 828世帯 2744人  |  |
| 2000年（平成12年） | 941世帯 2809人  |  |
| 2005年（平成17年） | 1138世帯 3165人 |  |
| 2010年（平成22年） | 1232世帯 3237人 |  |
| 2015年（平成27年） | 1231世帯 3244人 |  |
| 2020年（令和2年）  | 1403世帯 3434人 |  |

### 沿革
- 1982年（昭和57年） - 豊橋市岩田町・飯村町の各一部により、同市東岩田が成立[2]。

## 交通
- 愛知県道東三河環状線[1]

## 施設
- 豊岡幼稚園[1]
- 岩田福祉会館[1]
- ひばり保育園[1]
- 北郷中公園[1]
- 九ツ橋公園[1]
- 万口公園[1]
- 岩田交番[1]
- 曹洞宗祥雲寺[1]

### WEB
1. ↑  “愛知県豊橋市の町丁・字一覧”.   人口統計ラボ. 2023年4月13日閲覧。
2. 1 2  総務省統計局 (2022年2月10日). “令和2年国勢調査の調査結果(e-Stat) - 男女別人口，外国人人口及び世帯数－町丁・字等” (CSV). 2023年8月2日閲覧。
3. ↑  “愛知県豊橋市の郵便番号一覧”.   日本郵便. 2023年4月13日閲覧。
4. ↑  “市外局番の一覧” (PDF).   総務省 (2022年3月1日). 2022年3月22日閲覧。
5. ↑  総務省統計局 (2014年3月28日). “平成7年国勢調査の調査結果(e-Stat) - 男女別人口及び世帯数 －町丁・字等” (CSV). 2021年7月20日閲覧。
6. ↑  総務省統計局 (2014年5月30日). “平成12年国勢調査の調査結果(e-Stat) - 男女別人口及び世帯数 －町丁・字等” (CSV). 2021年7月20日閲覧。
7. ↑  総務省統計局 (2014年6月27日). “平成17年国勢調査の調査結果(e-Stat) - 男女別人口及び世帯数 －町丁・字等” (CSV). 2021年7月21日閲覧。
8. ↑  総務省統計局 (2012年1月20日). “平成22年国勢調査の調査結果(e-Stat) - 男女別人口及び世帯数 －町丁・字等” (CSV). 2021年7月21日閲覧。
9. ↑  総務省統計局 (2017年1月27日). “平成27年国勢調査の調査結果(e-Stat) - 男女別人口及び世帯数 －町丁・字等” (CSV). 2021年7月21日閲覧。

### 書籍
1. 1 2 3 4 5 6 7 8 9 10 11  「角川日本地名大辞典」編纂委員会 1989, p. 1793.
2. ↑  「角川日本地名大辞典」編纂委員会 1989, p. 1105.